# Kucębów (gromada)
Kucębów – dawna gromada, czyli najmniejsza jednostka podziału terytorialnego Polskiej Rzeczypospolitej Ludowej w latach 1954–1972.
Gromady, z gromadzkimi radami narodowymi (GRN) jako organami władzy najniższego stopnia na wsi, funkcjonowały od reformy reorganizującej administrację wiejską przeprowadzonej jesienią 1954 do momentu ich zniesienia z dniem 1 stycznia 1973, tym samym wypierając organizację gminną w latach 1954–1972.
Gromadę Kucębów z siedzibą GRN w Kucębowie utworzono 31 grudnia 1959 w powiecie kieleckim w woj. kieleckim z obszaru zniesionych gromad Sorbin (bez wsi Nowki, Sorbin i Zbrojów) i Szałas (bez wsi Długojów).
W 1965 roku gromada miała 20 członków gromadzkiej rady narodowej.
Gromada przetrwała do końca 1972 roku, czyli do kolejnej reformy gminnej.